# Pablo Cruz Guerrero
Pablo Cruz-Guerrero de la Concha (Cidade do México, 2 de fevereiro de 1984) é um ator mexicano, conhecido por sua participação em telenovelas, séries, peças de teatro e filmes, tanto no México quanto na Espanha e nos Estados Unidos para a comunidade hispanofalante.

## Biografia
Pablo Cruz-Guerrero de la Concha nasceu na Cidade do México em 2 de fevereiro de 1984.
No projeto "El sexo débil", ele é creditado como Pablo Crúz. É conhecido como Pablo Cruz ou Pablo Cruz Guerrero, apesar de seu primeiro sobrenome ser composto: Cruz-Guerrero.
Ele é o caçula de três irmãos, sendo os outros Rafael e María José, aos quais é muito apegado. Entre suas paixões, destacam-se esporte, culinária e pintura. Participou de diversas causas beneficentes em apoio a "Dona en vida" e "Sin maíz no hay país", chegando a se manifestar pacificamente contra a empresa Monsanto.
Estudou interpretação no Centro de Educación Artística (CEA) da Televisa, após alguns anos cursando Administração. Possui várias peças de teatro em seu currículo, sendo as nove primeiras encenadas na Cidade do México e em Veracruz. Dentre elas, estão "As Bruxas de Salem" e "Las heridas del viento", onde interpreta David Duque, um jovem que, após a morte do pai, descobre cartas de amor dele para outro homem e decide confrontar o amante de seu progenitor.
É mais conhecido pelas telenovelas em que participou, como "Palabra de mujer" (2007-2008), ao lado de Otto Sirgo, com quem também trabalhou na peça "Las heridas del viento" (2010). Depois, seguiram-se pequenos papéis em "Querida enemiga" e "Mi pecado", e sua grande oportunidade veio em "Cuando me enamoro", com o personagem Daniel.
No cinema, atuou em "El Estudiante" (2009), ao lado de atores consagrados como Jorge Lavat, Norma Lazareno e José Carlos Ruiz, entre outros. Lá, ele interpreta Santiago, um personagem apaixonado por Carmen (Cristina Obregón). O filme foi premiado em até seis categorias no XL Festival de las Diosas de Plata e ficou em terceiro lugar no 25º Festival de Cinema Latino de Chicago.
Além disso, faz parte do elenco de "Pobres Divas", também conhecido como "From Prada to Nada", como Gabriel Domínguez Jr., com os atores Kuno Becker, Adriana Barraza, Camilla Belle, Begoña Narváez e Alexa Vega.
Posteriormente, trabalhou para a Argos Televisión, onde foi um dos protagonistas da série "El sexo débil", interpretando Bruno Camacho, um personagem em conflito com o pai por ser homossexual e que administra um centro de acolhimento para ex-dependentes químicos e mulheres vítimas de abuso.

## Filmografia

### Séries e novelas
- Chespirito: Sem Querer Querendo (2025) - Roberto Gómez Bolaños
- Las viudas de los jueves (2023) - Martín
- Luis Miguel: A Série (2021) - Patricio Robles
- De Repente, Pais (2017) - Alejandro Villaseñor
- Perseguidos (2016) - Emiliano
- El hotel de los secretos (2016) - Felipe Alarcón Langre
- A que no me dejas (2015) - Renato Salcedo
- Por siempre mi amor (2013-2014) - Daniel Cervantes
- El sexo débil (2011) - Bruno Camacho
- Cuando me enamoro (2010) - Daniel
- Mi pecado (2009)
- Verano de amor (2009)
- Querida enemiga (2008)
- Palabra de mujer (2007-2008)

### Filmes
- Las horas contigo (2014) - Manuel
- Sin memoria (2011)
- From Prada to Nada (no Brasil, Sem Prada Nem Nada) (2011) - Gabriel Domínguez Jr.
- El estudiente (2009) - Santiago
- Casi divas (2008) - Empregado de produção

### Teatro
- As Feridas do Vento (2010)
- A Filha de Rappaccini (2009)
- As Bruxas de Salem (2008)
- As Três Irmãs (2008)
- Balas sobre a Broadway (2007)
- Que Ruína de Função! (2007)
- Tartufo (2007)